# Autodeur

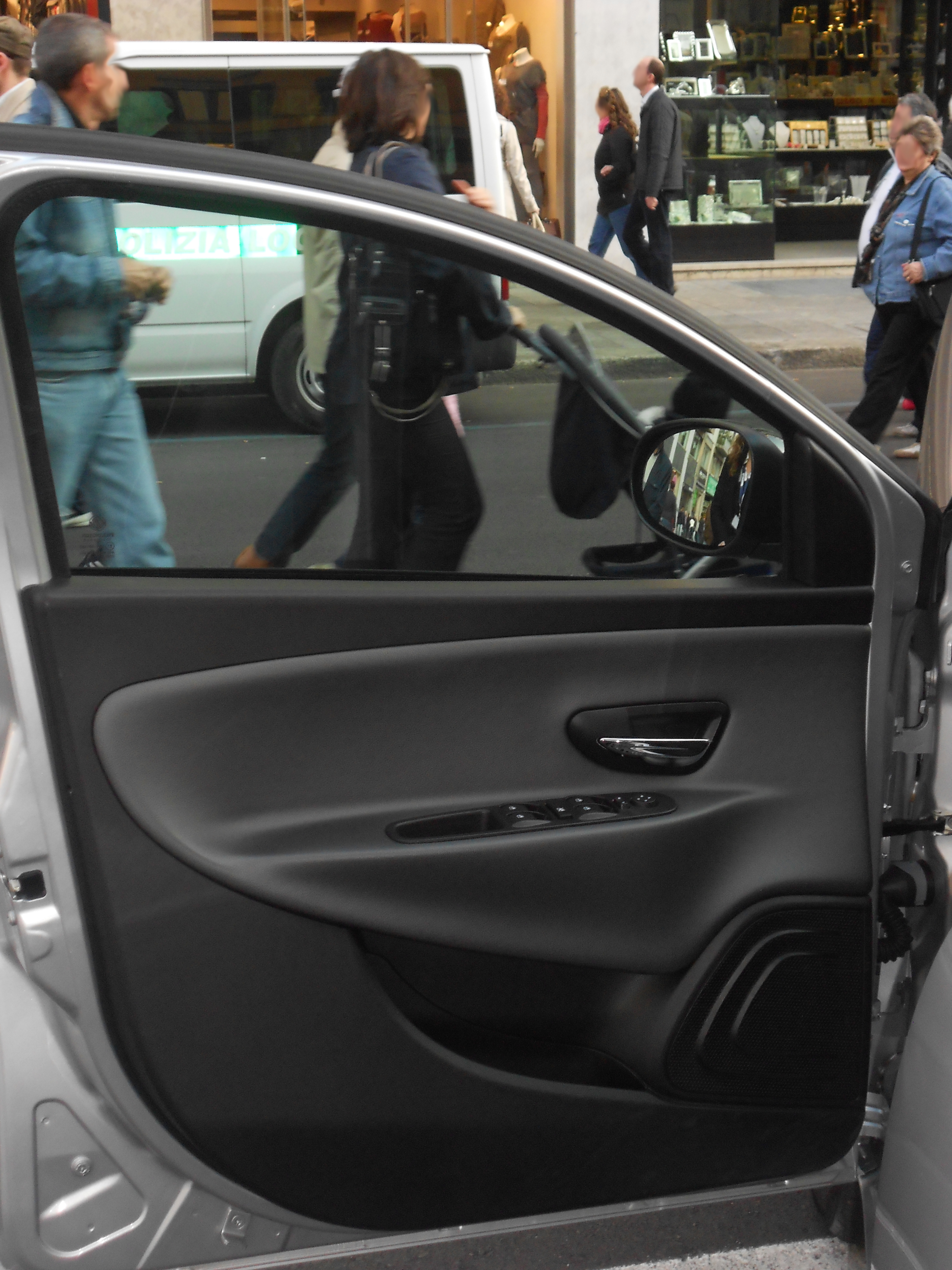
Een geopend portier

Een autodeur  of portier is een onderdeel van een auto, waardoor men in de auto kan stappen. Een personenauto heeft meestal twee of vier deuren.
Zijn er twee deuren, dan zijn de deuren meestal breder, wat meer comfort biedt bij het instappen. Dat comfort geldt echter niet voor de passagiers op de achterbank: de achterbank (als die er is) is dan bereikbaar door de rugleuning van de voorstoelen naar voren te klappen.
Vaak wordt het kofferdeksel van de kofferbak ook als deur geteld ("derde of vijfde deur"), wanneer men door deze deur in de passagiersruimte kan komen.

## Draairichting

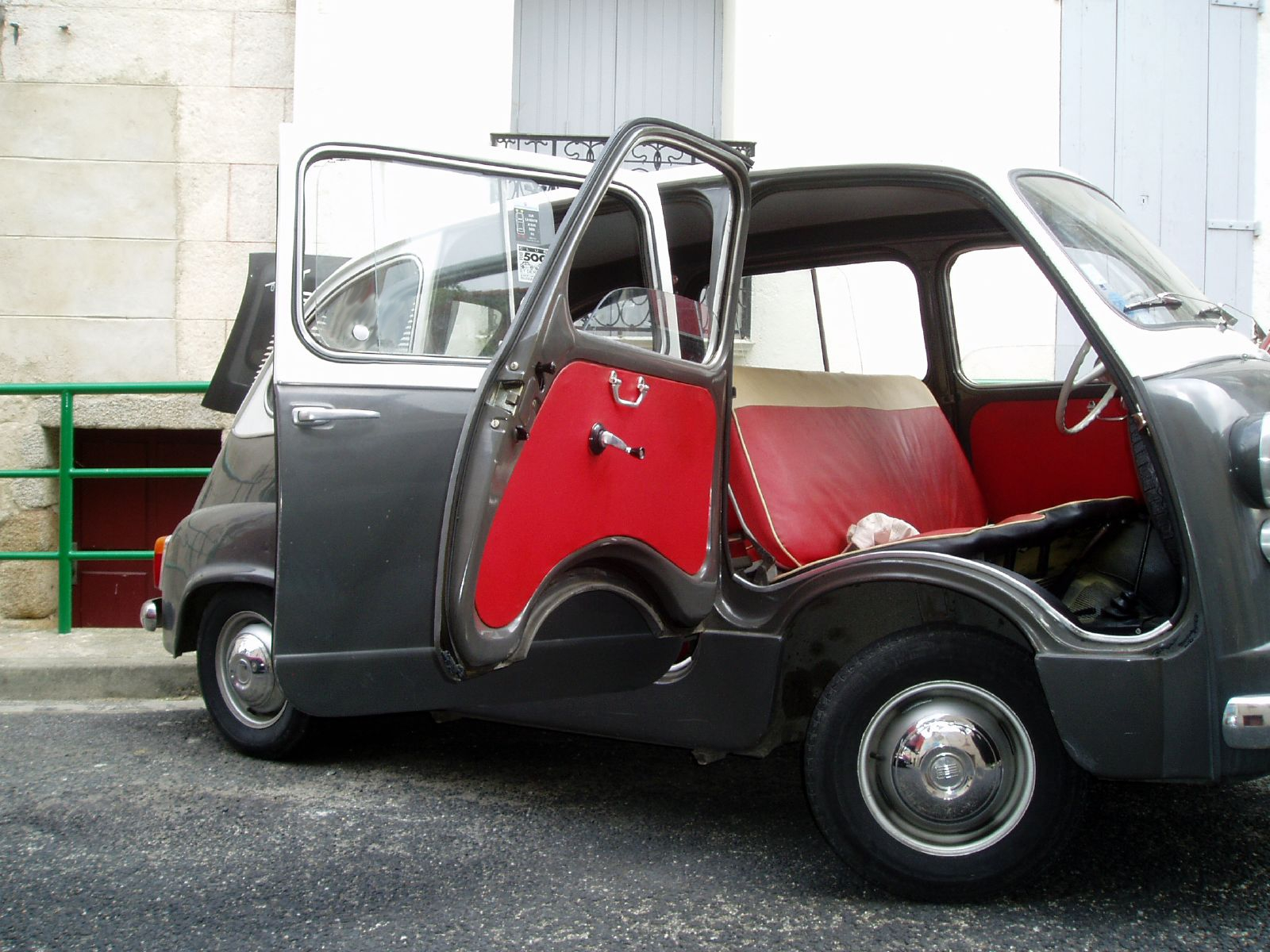
Fiat 600 Multipla, met achter normale portieren en voor zelfmoordportieren

De scharnieren van autoportieren zitten doorgaans aan de voorzijde van de auto. De deuren kunnen dan niet openwaaien als het slot openspringt. Sommige auto's van voor 1961 hadden de scharnieren aan de achterzijde, vooral bij de voordeuren; de instap is dan gemakkelijker. Deze deuren worden wel zelfmoordportieren genoemd en werden in 1961 verboden. Bij het openen van de deur tijdens het rijden, zou deze door de rijwind helemaal openslaan en kan de passagier uit het voertuig vallen. Ook bij een geopend portier en een aanrijding langs achter, komt een uitstappende passagier ongelukkig gekneld te zitten. De deursloten zijnde gaandeweg  verbeterd en in 2006 is het Europese verbod op dit type portier weer opgeheven.
Varianten op de gewone autodeur die openscharniert zijn de vleugeldeur en de schuifdeur.

## Sluiting
Als extra beveiliging hebben autodeuren een kierstand. Om de deur goed dicht te doen, is het daarom vaak nodig de deur vrij hard dicht te slaan. Staat de deur in de kierstand, dan kan hij soms worden dichtgetrokken of dichtgeduwd, maar vaak is het nodig de deur te openen en dicht te slaan.
Moderne auto's hebben centrale deurvergrendeling. Door de deur van de bestuurder te vergrendelen (met de sleutel of een zender), worden alle andere deuren ook vergrendeld.
Het is vaak mogelijk een deur te vergrendelen en daarna te sluiten. De vergrendeling springt dan vaak weer open, wat een beveiliging is tegen het in de auto achterlaten van de autosleutel.
Vanwege het vermelde in de twee vorige alinea's moet de bestuurder de deuren pas vergrendelen nadat alle passagiers de deur gesloten hebben.
De binnenverlichting van een auto is vaak gekoppeld aan de autodeuren. Is een deur geopend, dan brandt het licht.
Vaak hebben de achterdeuren een beveiliging zodat ze niet van binnenuit geopend kunnen worden (kinderslot). Daardoor kunnen kinderen op de achterbank de deur niet openen. Dit kinderslot is doorgaans met een palletje in de zijkant van de deur te activeren. Wanneer er geen kleine kinderen achter in de auto zitten, kan dit kinderslot gemakkelijk worden gedeactiveerd, zodat de passagiers achter in de auto de deur zelf kunnen openen.
Ook de politie maakt van een kinderslot gebruik, om ontsnapping van een arrestant te voorkomen.